# ALWAYS Baseball
『BASEBALL Real&Live』（ベースボール リアライブ）は、テレビ東京が制作・放送しているプロ野球中継のタイトルである。テレビ東京率いるTXNネットワークや系列衛星放送のBSテレ東を通じて放送する場合もある。
本項では、過去にテレビ東京で放送されてきたプロ野球中継全般についても扱う。

## 概要
局名が東京12チャンネルで、一時休止していた全日放送を再開した1967年から、東京オリオンズやサンケイアトムズ（いずれも東京都内の球場を本拠地として使用していた球団）のホームゲームを放送。球団の経営権を産経新聞社が保有していたアトムズ戦については、同社と関係の深いフジテレビが「読売ジャイアンツ（巨人）との公式戦しか中継を放送しない」という方針を立てていたため、巨人戦以外のカードの放映権をフジテレビから譲渡されていた。実際の中継では、当時独立局だった東京12チャンネルが技術面を担う一方で、フジテレビが解説者と実況アナウンサー（当時若手だった岩佐徹など）を派遣している。東京オリオンズとサンケイアトムズの経営権がロッテとヤクルトにそれぞれ譲渡された1970年代にも、ロッテオリオンズとヤクルトスワローズのホームゲームを主に中継していた。
1980年代は主として月曜、金曜、土曜日のゴールデンタイムに放送され、川崎球場のベンチサイドの広告看板にもその宣伝が掲げられた。前述のロッテ・ヤクルトに加え横浜大洋ホエールズや日本ハムファイターズ、そして福岡県から埼玉県に移転した西武ライオンズの試合を中心に中継していた。
開局からしばらくは系列局がなかった（1982年にテレビ大阪が、1983年にテレビ愛知が開局しメガTONネットワーク=現在のTXNが発足）ため、腸捻転時代にはNETテレビ（現：テレビ朝日）と12チャンネルとのクロスネットを結んでいた毎日放送からデーゲーム中継のネットを受けたり、独立UHF局の番組であるサンテレビの『サンテレビボックス席』や三重テレビの『三重テレビナイター』などを改題した上で同時ネットして放送したり、阪神タイガース対読売ジャイアンツ戦を阪神甲子園球場から自社制作（ただし映像はサンテレビのものをそのままネットして、実況アナウンスだけを差し替え）して放送したりしたこともあった。また、当時は本拠地の球団がなく、様々な球団の試合が行われていた福岡市の平和台野球場からの中継をテレビ西日本（フジテレビ系列）の技術協力で自社制作したこともあった。まれに『サンデースポーツアワー』→『ザ・スポーツ』の枠（14:00 - 15:30）、あるいは日曜の別の単発枠（12:30 - 14:00、または16:00か16:30 - 18:00）でもロッテ主管試合を中心としたパ・リーグのデーゲームを送ったことがある。
また、公式戦以外にも2 - 3月のオープン戦をゴールデンタイムに『ハロー球春』（ハローきゅうしゅん）と題した録画中継として、ロッテ対巨人（鹿児島県立鴨池野球場開催。南日本放送と共同製作）を初め数試合を放送した。中には日曜ビッグスペシャルを利用し、サンテレビ協力による阪急ブレーブス主管の対巨人戦（1978年・岡山県野球場で開催）や巨人主管の水戸市民球場での試合が放送された事例もある。
1990年代に入ると日本ハムの試合も中継を再開したが、2000年代に入ってからは長らく自社制作の中継を全国ネット放送することはなかった（系列局の中継をネットしたケースはある）。ところが、2005年にセ・パ交流戦が導入されたことにより、テレビ東京にも人気カードである対巨人戦の放映権を取得するチャンスが増えたため、これらを中心に再び本格的なプロ野球中継に取り組むことになった。
しかし2008年限りで巨人主催試合の中継は終了。テレビ東京地上波での中継は2017年を最後に途絶えており、2018年以降はゴールデンタイムのレギュラー番組を優先する編成方針から、BSテレ東単独放送（系列局のローカル中継を同時ネットまたは球団公式映像を利用する独自制作のどちらか）がメインとなっている。2009年・2010年はテレビ東京地上波ではロッテとソフトバンク戦の2試合のみ。2011年は1試合のみに縮小。2012年は2試合のみ中継し、2013年も2試合中継した。タイトルも「(西暦) プロ野球」となっており「全力闘球」のタイトルを使用しなかった。2013年はBSジャパンで使用されている（一部されない場合あり）。
一部試合を除きハイビジョン制作だが、当初は機材不足の関係でスーパースローカメラに限り画面比4:3の標準画質となっていた。
日本シリーズについては、系列全体の放送対象地域が他の系列よりも狭いことなどから、例年放送量は少ない。また、系列外ながらネット地域以外の放送局への同時ネットを行うこともある。
クライマックスシリーズについては、2011年に地上波民放在京キー局として初の試みとなるマルチチャンネル編成による実況中継が2試合予定されていた。これは20:54の時点で試合が続いている場合、071-073chで定時の番組を放送し、077chで野球中継の続きを行うというもので、11月5日の2011年のセ・リーグCSファイナルステージ第4戦の中日対巨人であった場合と、11月8日の2011年のパ・リーグCSファイナルステージ第6戦のソフトバンク対西武戦に限り行う方針だった。しかし、前者は中日対ヤクルトに決定したため生中継自体行わず、後者も第3戦でソフトバンクが4勝（実質3勝）で優勝を決定し、大会が終了となったため、それらは行われなかった。2013年10月21日（月曜日）には、テレビ東京の系列局がない宮城県のクリネックススタジアム宮城からCSファイナルステージの楽天対ロッテ戦を試合開始直後の18:30から生中継。楽天の監督、名誉監督を務めた野村克也をゲスト解説に迎えて、同球団では初めてとなる日本シリーズ進出決定の瞬間を伝えた。2023年10月18日（水曜日）には、兵庫県の甲子園球場からCSファイナルステージ第1戦の阪神対広島戦をBSテレ東にて試合開始直前の17:56からいずれも阪神OBの鳥谷敬と西岡剛をゲスト解説に迎えて生中継した。なお、BSテレ東が甲子園球場から生中継するのはBSジャパン時代の2007年7月16日の阪神対巨人戦以来16年ぶりとなった（当時はテレビ大阪制作）。

## 歴史
全日放送再開時→『戦国ナイター』
東京12チャンネル時代から、東京オリオンズ（現：千葉ロッテマリーンズ）の主催ゲームを中心に率先的に放送していた。1990年代後半には日本ハムファイターズ（現：北海道日本ハムファイターズ）の東京ドームでのホームゲームも、主として週末に放送し、関連番組も放送していた。
1967年に全日放送が再開された当初は、自社製作の中継とは別にフジテレビとの提携（主な技術面は12chが自社で担当）によってサンケイアトムズ（現：東京ヤクルトスワローズ）の明治神宮野球場・東京スタジアムでの主催ゲームを実況中継し、同局から派遣されたアナウンサーや解説者を出演させていたこともあった。
その後、独立放送局が東名阪の3大都市近郊に続々開局していくとフジテレビとの提携が解消される代わりに（東京12チャンネル末期は『戦国ナイター』というタイトルで放送された）、サンテレビの『サンテレビボックス席』、KBS京都の『KBS京都エキサイトナイター』、三重テレビの『三重テレビナイター』（中日主催試合の実制作は東海テレビが担当）を同時ネットワークして読売ジャイアンツ以外の関東の球団が絡んだ試合も放送するようになるほか、前述各局の協力で自社乗り込み中継を行うこともあった。また関東圏で開催の試合を前述各局にネットすることもあった。
1979年の西武ライオンズ誕生時は主催ゲームを何試合か中継していたが、2006年9月18日に22年ぶりに西武主催ゲーム（vs福岡ソフトバンクホークス）を放送した。
一方、ライオンズの本拠地移転後、平和台野球株式会社が勧進元となり、同社と各球団との共催で様々な球団の主催試合が開催されるようになった平和台野球場での公式戦についても、テレビ西日本の制作協力で自社制作中継をすることがあった。
日本シリーズ中継
ロッテオリオンズが1970年の日本シリーズに出場したが、東京12チャンネルは第3戦と第4戦の放送権を獲得している。これは、元々プロレス放送を企画し、既に日本テレビが押さえていた国内の試合ではなく、海外の試合を放送すべく、当時同局の運動部長だった白石剛達（後に千代田ビデオ社長）がアメリカまで試合フィルムの買い付けに行っていたところ、たまたま現地でサッカー・ワールドカップの試合が放送されており、それを見た白石らがたちまちサッカーに魅せられ、急遽直接メキシコのテレビ局に掛け合い、既にオファーを出していたNHKや日本テレビを差し置いて放送権を獲得した。
この試合フィルムを手土産にロッテオーナーの永田雅一と面談し、日本シリーズの放送権を要求した。永田側はサッカーには興味がないが、折角直接来たのだから本来毎日新聞との関係ですべてTBSへ渡すつもりだった放送権のうち第3・4戦（NHK総合・TBSも放送）を割譲することを確約した。これにより第3戦は東京12チャンネルをキー局として全国ネットで放送された。放送権獲得にあたっては全国20局以上で放送することをコミッショナーから求められていたが、32局で放送することによって中継が実現した。
なお、海外のプロレス試合のフィルムは『プロレスアワー』枠で放送され、またサッカーワールドカップの試合も『三菱ダイヤモンド・サッカー』枠で1年間かけて放送されて、結果として一挙両得を得たこととなった。
このほか、東京12チャンネル時代に放送された日本シリーズの中継には1974年のロッテvs中日第5戦がある。
2003年にプロ野球日本シリーズ・福岡ダイエーホークス（現：福岡ソフトバンクホークス）vs阪神タイガースの第7戦の放映権を系列局のTVQ九州放送が獲得した。これは、当初2003年度ホークス中継最多のテレビ西日本が有力視されたものの、キー局のフジテレビで当時放送された『ワンナイR&R』で王貞治を放送中侮辱した、いわゆる王シュレット事件を起こし関係者の顰蹙（ひんしゅく）を買った事で、フジテレビを推薦しなかった事が最大の理由であるが、同局が南海ホークスの福岡移転以来同チームの試合中継回数が最も多い局だったことに加え、BSアナログ放送の普及が進んでおり、系列局のない地域はNHKの衛星放送（BS1、BShi）でカバーできるという日本野球機構の判断によるものである。この年のシリーズは第7戦（最終戦）にまで突入したため、これにより、テレビ東京では29年ぶりとなる日本シリーズ中継が実現した。また、近畿地方ではテレビ大阪の他に本来テレビ東京の番組をネットしていないサンテレビとKBS京都でも同時中継が行われた。
翌2004年には、日本シリーズ進出を賭けたパ・リーグプレーオフ第2ステージ最終戦（福岡ダイエーホークスVS西武ライオンズ）の放映権を再度TVQが獲得し、実際に放送されたため、同様の苦情が出た。
2005年の同じくプレーオフ・ソフトバンクvsロッテの試合に関しては、それまでの第3戦まで地上波での全国放送がなかったため、BSやCSを視聴できないファンから首都圏での地上波中継が行われることを歓迎する意見が多かった。しかしその反面、地元TVQ九州放送の製作ではなくテレビ東京での製作（TVQ九州放送は製作協力のみ）だった（ただし2003年の日本シリーズ、2005年のプレーオフ最終戦ではTVQのアナウンサーが実況を行っている）。なお、TXNで放送された第4・5戦はBSデジタル放送局のBSジャパン（当時）でも同時放送されており、事実上第4・5戦は全国中継ができたが、パ・リーグでロッテが優勝したことに伴い日本シリーズのロッテ主催ゲームのうち第2・7戦の中継をすることが確定した。TXNで日本シリーズが2戦以上放送されるのは史上初めてだったが、ロッテが4連勝を飾って日本一を決めたため第5戦以後の開催が消滅され、中継も第2戦の1試合のみに留まった。なお、セ・リーグは阪神が優勝しているため、2003年と同様に通常はテレビ東京の番組を同時ネットをしなかったり、時差ネットの番組が多い兵庫・京都・三重の独立局でも同時生中継した。
また2010年までの日本シリーズ中継は共にBSジャパンはデジタルBSの普及が充分でないことなどを理由に中継は行わず、共にNHK BS1とNHKハイビジョンで生中継された。しかし、完全デジタル化の2011年以降も、BSではNHK BS1での中継が継続される（2009年以降、BSではNHK BS1以外のBS各局では中継されなくなっている）。
2003年第7試合・2005年（第2戦目・千葉マリンスタジアムでの阪神タイガース×千葉ロッテマリーンズ）・2007年（第5戦目・ナゴヤドームでの中日ドラゴンズ×北海道日本ハムファイターズ）はテレビ東京が中継したが、何れも同時間帯民放視聴率トップとなっている（2005年以外は日本一決定試合でもある。ダイエーが阪神を破った試合では視聴率30パーセント台を突破している。また、2007年の大会は1970年以来・全国ネット構築後初の2試合放送となっている）。
2009年も第7戦の中継権を獲得していたが、第6戦で巨人が日本一になったため中継は見送られた。また、2010年には系列局であるテレビ愛知がナゴヤドームでの第1戦の中継権を獲得したが、この日はローカルセールス枠である為、テレビ大阪では放送されたが、テレビ東京含め他の系列4局では放送されなかった。これにより、史上初となる日本シリーズが地上波での全国放送がされない試合となった。なお、11月3日の第4戦は全国ネットで中継した。
2011年は、11月13日の第2戦・11月17日の第5戦を全国ネットで中継した。
2015年は、10月25日の第2戦を全国ネットで中継した。
2019年も第7戦の中継権を獲得していたが、第4戦でソフトバンクが日本一になったため放送を見送られた。
2021年は、11月21日の第2戦を全国ネットで中継した。
2023年は、10月29日の第2戦を全国ネットで試合開始の18:30から中継した。ゲスト解説として、オリックス・阪神両チームのOBである能見篤史と引退後初解説となる松田宣浩と前田健太（ミネソタ・ツインズ）を迎えた。なお、セ・リーグは阪神が優勝しているが、2003年・2005年と異なり、KBS京都、サンテレビや独立局での同時中継は行わなかった。
なお、全国中継ではテレビ朝日と同様に阪神戦以外（阪神戦はテレビ大阪製作著作）はテレビ東京主導制作で、系列局が制作協力となり、実況はテレビ東京のアナウンサーが行っている。
これらよりも前、1999年の「ダイエー対中日」の第7試合を、一度TXN九州（現：TVQ九州放送）が放映権を取得しながらもコミッショナー裁定により返上させられた事例もある。これは地上波の系列局が少ないことや、系列局のサービスエリア内であってもテレビ北海道などの例のように、一部で直接受信ができない地域があること、さらにBSの民放キー系放送局が当時なかったことによるもので、この試合が行われた場合は九州朝日放送（テレビ朝日系）に放送権を委譲したが、第5戦でダイエーが優勝したため実施されなかった。
2023年の日本シリーズも当初は第2戦（第2試合）を他局が放映権を取得する予定だったが、最終的にテレビ東京に放送権を取得する形となった。これは、当初、広島東洋カープが日本シリーズに進出した場合は他局で放送する予定だったが、最終的に阪神タイガースが日本シリーズに進出したためである。
なお、東北楽天ゴールデンイーグルスと広島東洋カープが日本シリーズに進出した場合は地上波での放映権は行わない。また、日本シリーズは『世界卓球』と異なり、BSテレ東とのサイマル放送も行われないことや、試合中継延長時は原則として後番組を繰り下げもしくは休止する措置を取っている。また、ほとんどはパ・リーグ主管試合の第2戦・第7戦（主に日曜日に行われる試合）で放映権を獲得することが多い。そのためか、西暦の偶数年は、当局は放映権を取得できない場合もある。
- 関係記事：プロ野球中継

オールスターゲーム
オールスターは過去に1度だけ、1971年第2戦のみが放映されたのみだった。
これは本来開催される日はCBCテレビからのJNN全国ネットが予定されていたが、雨天中止となり、その予備日にCBCが編成の都合で中継できなかったため、放映予定が無かった東京12チャンネルでの中継となった。しかし当時の東京12チャンネルはフルネット局がない独立局。日経の資本がある愛知県の中京テレビ放送は当時NETテレビ（ANN系列）を軸として日本テレビ放送網（NNS）と3系列クロスネットの編成だったが、当時の編成事情や、中日新聞社の資本がないことから中京テレビでは放映されず、東京12チャンネルと同じ県域独立局であり東京12チャンネルからの番組を多数ネットしていた三重テレビ放送・岐阜放送が技術協力・同時ネットする形で放送を行った（他地域では中国地方など放送されなかった地域があった）。
しかし当初の日程発表がなされた段階から予めオールスターを放送する日程は、2023年まで一度も組まれていない。一方、2軍の大会フレッシュオールスターゲーム（旧：ジュニアオールスター）は1978年から1998年（途中の中断はあったが）に放映されたことがある。
29年ぶりの巨人戦中継
2005年からプロ野球に交流試合が導入されたことに伴い、巨人戦のプロ野球公式戦中継を1976年8月29日に放送したvsヤクルト戦（明治神宮野球場）以来29年ぶりに放送した（BSジャパンでは試合開始から放送）。放送された巨人戦中継は何れもパ・リーグとの交流試合である。なお、以前にも鹿児島県立鴨池野球場と千葉マリンスタジアムで行われたvsロッテ戦を始めとして、巨人戦のオープン戦中継を実施した事例が多数ある。
さらに、2006年シーズンからは巨人主催試合の実況中継にも参入し、2007年と2008年には神宮球場でのヤクルト戦も放送した。2010年代後半以降はゴールデンタイムのレギュラー番組を優先する編成方針から、地上波公式戦の中継は2017年6月10日の日本ハム対巨人戦を最後に途絶えていた。
その後、2022年4月10日に千葉ロッテマリーンズの佐々木朗希投手が完全試合を達成したことを受け、翌週17日が佐々木の登板日であることから、予定を変更して急遽ロッテ対日本ハム戦の中継を関東ローカルで行った。テレビ東京地上波での公式戦中継は5年ぶりで、BSテレ東でもサブチャンネルで放送した他、佐々木の出身地である岩手県ではIBC岩手放送（TBS系列）が系列外ネットを行った。
2023年3月30日に北海道日本ハムファイターズの新球場であるエスコンフィールドHOKKAIDOでの開幕戦となる、日本ハム対楽天戦の中継を全国ネットで行った。なお、テレビ東京地上波でのゴールデンタイムでの公式戦中継は6年ぶりとなる。また、宮城県では日本テレビ系列のミヤギテレビが、ノンスクランブルBS放送はNHK BS1が各々自社制作にて放送した。今回は、当時同局で火曜夜に放送されていた番組『モヤモヤさまぁ～ず2』とコラボレーションしての放送となった。この日は、試合開始前の17:30より放送した。また、この試合は最大延長を21:24に設定したが、最後まで収まらなかった。
- この中継は、日本ハム球団からテレビ東京に打診して実現したもので、技術面でも通常のように在道の技術会社への委託とせず、テレビ東京が自社で100人以上のスタッフを派遣して手掛けることになった。またロビーカム（4点吊りケーブルカメラシステム）、富士フイルムの開発による世界最望遠1000mmズームレンズ、主審カメラ、投手の軌道や打者の弾道のCGなどの機材を導入するなど。通常よりも制作規模を拡大した[11]。また、中継ではテーク・ワンも技術協力としてクレジットされた。

## BGM
| 年度                     | 曲名                                                       | アーティスト          | 備考                                                   |
| ------------------------ | ---------------------------------------------------------- | --------------------- | ------------------------------------------------------ |
| 1983年頃まで             | The Purple Pageant March（パープル・ページェント・マーチ） | カール・L・キング作曲 | 東京12チャンネル時代から使用。                         |
| 1984年頃から1994年頃まで | Let's try "0012"                                           | 三枝成彰作曲          | 同局スポーツ中継共通テーマ曲。                         |
| 不明                     | samurai mania                                              | SURFACE               | ハイライトのみ、『ゴーイング my 上へ』のカップリング。 |

## 全国中継のタイトルの変遷
| 年度                | タイトル                                                     | 備考 |
| ------------------- | ------------------------------------------------------------ | --- |
| 1980年代まで        | 〇曜ナイター                                                 | 〇の中に放送曜日が入る。東京12チャンネル時代の1980年までの間に使用していた。また、この頃には、川崎球場のベンチ上部に広告看板を掲示しており、当時の映像で確認できる。                               |
| 不明                | 戦国ナイター                                                 | 正確な使用時期は不明だが、東京12チャンネル最終年の1981年にはこのタイトルを使用していた。なお、東京12チャンネル発行の番組表では上記の〇曜ナイターの名残からか『〇曜戦国ナイター』と表記されていた。 |
| 1995年              | professional BASEBALL                                        | |
| 不明 - 2004年       | TXNスペシャルナイター（ナイター） プロ野球中継（デーゲーム） | 末尾に西暦の数字を入れた時期もある。 |
| 2005年 - 2015年     | 全力闘球                                                     | 公式サイトには表示されていないが番宣スポット等では『全力闘球 BASEBALL（西暦）』と表記されていた。                                                                                                  |
| 2016年 - 2018年     | ベースボールLive                                             | 番組内でのタイトルは英文で『Baseball Live』と表記されていた。 |
| 2019年 - 2024年途中 | ALWAYS Baseball                                              | |
| 2024年途中 -        | BASEBALL Real&Live                                           | セ・パ交流戦から採用 |

## 放送時間
全国放送（2020年現在）
| 時間帯     | 放送局                      | 放送時間                             | 中継延長                             | 備考 |
| ---------- | --------------------------- | ------------------------------------ | ------------------------------------ | --- |
| ナイター   | 地上波 （テレビ東京系列局） | 火曜 18:55 - 20:54土曜 18:30 - 20:54 | 原則として無し（日本シリーズを除く） | 21時台の「開運!なんでも鑑定団」は系列各局同時ネットながら、スポンサーがローカルセールスになっているため、局によっては「鑑定団」を休止し別日時に放送を延期する、野球と「鑑定団」を2画面編成、ないしはマルチチャンネル（メインで「鑑定団」、サブで野球）の形で継続して放送する場合とパターンが異なる。                         |
| ナイター   | BSテレ東                    | 17:58 - 20:54                        | 最大24:00まで                        | BSデジタル放送へ移行後の2017年4月からは、火曜日のソフトバンクナイトゲームにマルチチャンネル編成を採用（プロ野球 日ハム×ソフトバンク 2017年4月、BSジャパン）。中継対象のカードが放送時間内（18:55 - 20:54）に終了しない場合は、最大で24:00まで、3つのチャンネルのうちサブチャンネル2（チャンネル番号172）にて中継を継続する。 |
| デーゲーム | 地上波 （テレビ東京系列局） | 14:00 - 15:55                        | 無し                                 | |
| デーゲーム | BSテレ東                    | 試合開始 - 2時間54分後               | 不定                                 | |

## 制作局と担当球団
| 放送対象地域 | 制作局              | 担当球団                                                                                                  | 備考 |
| ------------ | ------------------- | --- | --- |
| 関東広域圏   | テレビ東京（TX）    | 読売ジャイアンツ（ビジターゲームのみ放送） 千葉ロッテマリーンズ 東京ヤクルトスワローズ 埼玉西武ライオンズ | 千葉ロッテマリーンズ、東京ヤクルトスワローズ（現在はテレビ愛知、テレビ大阪への制作協力とBSテレビ東京向けの放送のみ）、埼玉西武ライオンズ（現在はTVQ九州放送、テレビ北海道への制作協力とBSテレ東向けの放送のみ）、広島東洋カープ（年1回程度中継車を派遣してホームゲームを自社制作していたが2007年限りで撤退。テレビ大阪・TVQ九州放送は継続）、東北楽天ゴールデンイーグルス（BSテレ東向けの放送が中心。現地には系列局がないため球団制作映像をベースに実況・解説・スコア表示などを差し替えて放送） 西武主催のソフトバンク戦では、TVQ九州放送主導でのテレビ東京・BSテレ東との共同制作名義として、BSテレ東での同時放送とすることがある。 |
| 北海道       | テレビ北海道（TVh） | 北海道日本ハムファイターズ                                                                                | テレビ北海道での地上波放送がないもしくは北海道内の他系列局で放送の場合はテレビ東京主導制作かつでBSテレ東単独での放送とするが、対阪神戦でテレビ大阪が乗り込んだ場合は形式的にテレビ東京・BSテレ東との共同制作として地上波との同時ネットで放送とすることがあるが、地上波との同時放送で不可能な放送内容が含まれる場合はテレビ東京主導制作（地上波とは別制作）で放送する。 |
| 愛知県       | テレビ愛知（TVA）   | 中日ドラゴンズ                                                                                            | 対巨人戦を放送。2021年以降のテレビ愛知・BSテレ東での並列放送時にBSテレ東ではテレビ東京主導制作による制作（地上波とは別制作）で放送する。 2021年は、オープン戦1試合をBS単独で放送したが、制作にはテレビ愛知が関与せずテレビ東京・BSテレ東制作で放送し（東京からのオフチューブで実況）、映像は名目上中日球団からの提供扱いながら、CBCテレビが実際の制作を行っていた。 |
| 大阪府       | テレビ大阪（TVO）   | 阪神タイガース オリックス・バファローズ                                                                   | オリックス・バファローズ戦は2010年代以降テレビ北海道・TVQ九州放送への制作協力のみだったが、2015年と2016年にはテレビ東京制作で地上波で各1試合、BSジャパン単独で2015年は2試合、2016年は1試合をそれぞれ中継。 開局から1990年代には、関東圏の阪神ビジター戦でテレビ大阪主導でのテレビ東京との共同制作（実況はテレビ大阪のアナウンサーが担当。解説者やリポーターはテレビ東京から派遣）とすることがあった。 BSテレ東単独での放送時は、阪神・オリックス主催を問わずテレビ東京・BSテレ東の制作となる。 |
| 福岡県       | TVQ九州放送（TVQ）  | 福岡ソフトバンクホークス                                                                                  | 年に2、3回BSテレ東と同時ネットで放送される。この場合はテレビ東京・BSテレ東（対阪神戦はテレビ大阪も）との共同制作扱いとなる他、別途テレビ東京・BSテレ東制作でBS単独放送を行うことがある。 ビジターの対ヤクルト戦ではフジテレビが、対オリックス戦では関西テレビが、ぞれぞれ「制作協力」としてクレジットされることがある。 |

その他のかつてのネット局・製作委託局（上記参照）
- 三重テレビ放送・東海テレビ放送（中日主催。委託製作）
- サンテレビジョン（京都開催を除く阪神・阪急主催）・近畿放送（近鉄・南海および京都開催の阪神・阪急主催）
- 毎日放送（NETテレビ系時代に一部の中継を12chに配信）[13]
- テレビ新広島（開局初期に日曜デーゲームをネット受け）

## 系列局の中継

### テレビ東京
日本ハム戦は東京本拠地時代に放送していた名残から、北海道移転後もテレビ東京またはBSテレビ東京で放送されることがある（現在は球団制作映像ベースによる系列局への制作協力が中心となるが、テレビ東京・BSテレビ東京の両方またはいずれかで放送される場合は、テレビ東京主導制作となることがある）。ロッテが暫定的に宮城県を本拠とした時代には宮城球場から放送した試合があり、楽天発足後は、年度により再び宮城球場から主催ゲームを中継することがあった。
DeNA（旧大洋）戦は、1970年代前半は対巨人戦、1980年代 - 1999年頃まではテレビ大阪（横浜 vs 阪神）、テレビ愛知（横浜 vs 中日）と同時ネットで年1試合程度主催試合をそれぞれ放送していた（制作は各地元局、テレビ東京は制作協力扱いで解説者やリポーターをテレビ東京から派遣の場合あり）。2000年以降は裏送りまたは系列局が直接派遣した場合の制作・技術協力となったが、2002年に東京放送（当時TBSテレビを運営していた会社。2009年4月より持株会社化により東京放送ホールディングスに改組、2011年に球団をディー・エヌ・エーに売却、2020年にTBSホールディングスに社名変更）がオーナーになったことや、それに伴いTBSテレビとネットワークを組んでいる毎日放送、CBCテレビが優先的に放送できるようになったことから裏送り・制作協力自体も減ってきている。試合によってはテーク・ワンが制作協力に付くことがある。
テレビ東京系列局制作のローカル中継をBSテレビ東京でネットする場合、制作局にテレビ東京とBSテレビ東京もクレジットされる。
テレビ東京系列で唯一エリア内にプロ野球チームがない岡山県・香川県のテレビせとうちについては、テレビ大阪制作の阪神戦中継を過去には不定期でネットしていたが、近年では放送実績がない。主に阪神などの準フランチャイズである倉敷マスカットスタジアム（同県に所在）で開催される「広島 vs 阪神」がネットされていた（ただしテレビせとうちは直接中継制作に絡まない年度が多く、協力がある時のみ「協力 テレビせとうち」クレジット表示があった）。

## 出演者

### 解説者
- 中畑清（2016年 - ）日本テレビ・ラジオ日本解説者
- 里崎智也（2017年 - ）チバテレビ・日テレNEWS24・フジテレビONE・ニッポン放送解説者
- 五十嵐亮太（2021年 - ）日本テレビ・BS朝日・フジテレビONE解説者
- 西岡剛（2023年 - ）
- 松田宣浩（2024年 - ）九州朝日放送・ニッポン放送解説者
- 松井稼頭央（2025年 - ）

系列局の解説者は、下記「テレビ東京系列局のローカル枠プロ野球中継」のリンク先記事を参照。
- 藤本博史（1999年 - 2010年、2024年 - ）TVQ九州放送解説者

### 過去の解説者
- 青田昇（1993年 - 1997年。日本テレビ・ラジオ日本解説者兼）
- 有本義明（東京12チャンネル時代、1970年代頃 - 1992年。ラジオ日本解説者兼）
- 阿波野秀幸（2007年 - 2011年、2022年、2024年3月17日[14]）日テレジータス・J SPORTS解説者
- 稲田直人（2019年8月20日[15]）
- 岩本勉（2021年 - 2022年）北海道放送・北海道テレビ・GAORA・文化放送解説者
- 岩隈久志（2021年 - 2022年）
- 上原浩治（2023年5月30日[16]）
- 宇野光雄（1971年 - 1976年。東京12チャンネル時代、千葉テレビ放送解説者兼）
- 江藤愼一（1977年 - 不明）
- 大島信雄（東京12チャンネル時代、1960年 - 不明。東海ラジオ放送・毎日放送解説者兼）
- 緒方耕一（2012年 - 2017年。TBSラジオ・日テレジータス解説者兼）
- 岡崎郁（ニッポン放送解説者兼。2002年3月21日のオープン戦中継に出演[17]）
- 岡島秀樹（2019年8月20日[15]）NHK BS1MLB中継・ラジオ日本解説者
- 落合博満（2022年）
- 掛布雅之（2024年7月30日[18]）
- 金石昭人（1999年 - 2003年）
- 川崎憲次郎（2005年 - 2009年。テレビ愛知解説者兼）
- 川﨑宗則（2021年 - 2022年）
- 倉持明（1984年 - 1992年。千葉テレビ放送解説者兼）
- 黒江透修（1986年 - 1989年。文化放送解説者兼）
- 駒田徳広（2002年 - 2004年、2006年 - 2008年、2020年）
- 小宮山悟（2010年 - 2011年[19]）
- 佐藤道郎（東京12チャンネル時代、1981年 - 1983年）
- 斎藤隆（2021年3月14日[20]）
- 坂口智隆（2024年6月12日[21]）
- 佐野慈紀（フリー/本数契約）※MLB中継の解説者にも兼任として出演。
- 清水直行（2013年）
- 斉藤和巳（2015年 - 2022年。TVQ九州放送・TOKYO MX・スポーツライブ+解説者兼）
- 定岡正二（2001年 - 2004年。TBSラジオ解説者兼）
- 角盈男（2001年 - 2002年。ニッポン放送解説者兼）
- 髙橋尚成（2019年6月14日[22]）
- 高橋慶彦（1993年 - 1994年。テレビ大阪・ラジオ日本解説者兼）
- 高橋良昌（1984年 - 1985年[23]）
- 武上四郎（1997年）
- 田野倉利男（1991年 - 不明）
- 鶴岡慎也（2022年3月31日[24]）
- 富田勝（1983年 - 不明）
- 鳥谷敬（2023年10月18日[25]）
- 豊田泰光（1987年 - 1992年。テレビ大阪・文化放送解説者兼）
- 成瀬善久（2021年2月25日[26]）
- 沼澤康一郎（1977年 - 1989年）
- 能見篤史（2023年10月29日[27]）
- 野村克也（2011年 - 2013年。フリー/本数契約）
- 古沢憲司（1986年 - 1992年。テレビ大阪解説者兼）
- 松岡弘（1990年 - 1998年。ニッポン放送解説者兼）
- 松中信彦（2023年9月24日[28]）
- 簑田浩二（1996年 - 2001年）
- 水上善雄（2002年 - 2006年、2013年。STVラジオ・GAORA解説者兼）
- 村上公康（1978年）
- 村上隆行（ABC・スカイ・A解説者兼。2003年7月20日の日本ハム対西武戦中継に出演[29]）
- 森徹（東京12チャンネル時代、1970年 - 不明）
- 森繁和（2013年。テレビ朝日〔BS朝日向けの自社制作及び西武球団制作中継のみ〕・J SPORTS・文化放送・CBCラジオ解説者兼）
- 森本稀哲（2016年 - 2022年）
- 山崎裕之（1985年 - 1995年。文化放送解説者兼）
- 薮田安彦（2016年 - 2019年）チバテレビ・日テレNEWS24・J SPORTSのMLB中継解説者

### 実況アナウンサー・リポーター
- 植草朋樹（2002年 - ）
- 立川周（2022年 - ）
- 神野裕（2025年 - ）リポートのみ
- 松澤亜海（2025年 - ）リポートのみ
- 中根舞美（2025年 - ）リポートのみ

過去の実況アナウンサー・リポーター
- 赤平大
- 家森幸子（リポーター）
- 池谷亨（『全力闘球』改題前。主としてベンチリポーター）
- 岩佐徹（フジテレビアナウンサー時代の1967年に、前述した事情から東京12チャンネルで放送されたサンケイアトムズのホームゲーム中継で実況デビュー）[1]
- 梅津智史（『全力闘球』改題前。主としてベンチリポーター）
- 大橋未歩（リポーター）
- 岡野忠元（『全力闘球』改題前。主としてベンチリポーター）
- 金子勝彦（東京12チャンネル時代）
- 久保田光彦（『全力闘球』改題前）
- 斉藤一也
- 滝井礼乃（リポーター）
- 龍田梨恵（リポーター）
- 藤吉次郎（東京12チャンネル時代 - 2000年頃）
- 前田真理子（リポーター）
- 宮和夫（東京12チャンネル時代）
- 四家秀治（1990年 - 2005年）
- 島田弘久（ - 2022年）
- 中川聡
- 矢内雄一郎
- 板垣龍佑
- 増田和也（2009年 - 2019年）
- 森田京之介（2011年 - 2016年）
- 田口尚平（2017年 - 2018年）リポートのみ
- 原田修佑（2018年 - 2020年）リポートのみ
- 福田典子（2019年 - 2021年）リポートのみ
- 竹﨑由佳（2019年）リポートのみ

他多数（スポーツライターのAKI猪瀬もオープン戦副音声中継で実況担当として出演した事がある）

### ゲスト解説者
2005年
- 6月2日 - 日本ハムvs巨人戦　伊集院光（同系列『スポーツ魂』司会）
- 6月8日 - ロッテvs巨人戦　長嶋一茂（巨人特別代表補佐）
※大阪地区:テレビ大阪のみオリックスvs阪神戦に差し替え
- 10月16日・10月17日 - パシフィック・リーグプレーオフ第2S　ソフトバンクvsロッテ戦　野村克也（社会人野球・シダックス監督）

2006年
- 10月12日 - パシフィック・リーグプレーオフ第2S日本ハムvsソフトバンク戦・10月25日-日本シリーズ第4戦日本ハムvs中日　里崎智也（千葉ロッテマリーンズ捕手）

2007年
- 10月28日 - 日本シリーズ第2戦日本ハムvs中日　里崎智也（千葉ロッテマリーンズ捕手）
- 11月1日 - 日本シリーズ第5戦中日vs日本ハム　三浦大輔（横浜ベイスターズ投手）

2013年
- 4月29日 - ロッテvsソフトバンク戦 清水直行

2015年
- 10月25日 - 日本シリーズ第2戦ソフトバンクvsヤクルト戦　中畑清（前横浜DeNAベイスターズ監督）

2021年
- 11月21日 - 日本シリーズ第2戦オリックスvsヤクルト戦　 松坂大輔（埼玉西武ライオンズ）・福留孝介（中日ドラゴンズ）

2023年
- 10月29日 - 日本シリーズ第2戦オリックスvs阪神戦　松田宣浩（読売ジャイアンツ）・前田健太（ミネソタ・ツインズ投手）

## その他の特記事項

### CS放送および有料BS放送での対応
テレビ東京はCS放送向けの専門チャンネルとして日経CNBCとAT-Xを運営しているが、番組編成により行っていない。各対戦カードごとの放送を担当する局は以下の通り（主催球団を基準とした）。2000年代前半までは、地上波放映権を持つ局の専門チャンネルで放送していた時代があったが、近年は中日、阪神、広島以外の主催試合の放映権は全試合一括販売なので、地上波中継局がどこかは関係なくなっている。
パ・リーグについては2005年の交流戦開始以降
- 巨人 - 日テレジータス
- ヤクルト - フジテレビONE（テレビ東京とのリレーナイターを行なっていたが、2006年以降は完全生中継。映像はテレビ東京が独自制作の中継を実施）
- 阪神 - スカイAまたはGAORA（テレビ大阪の制作担当日でもネット受けは行わず、Tigers-ai制作中継の配給を受ける）
- 中日 - J SPORTS（ネット受けは行わず、自社制作で放送。）
- 日本ハム - GAORA（同上　2005-）
- 楽天 - J SPORTS（2012・2015-）（同上　2012年にBSジャパンでテレビ東京と共同による独自制作の中継を実施）
- 西武 - フジテレビTWO（2016-）
- ロッテ - 日テレNEWS24（2018-。オープン戦は日テレジータスでも一部試合を同時放送。交流戦の対巨人戦では日テレジータスが日本テレビのスタッフにより実況を別制作する場合あり）
- オリックス - J SPORTS（2005-2012・2015-）
- ソフトバンク - スポーツライブ+（スカパーJSAT、2020年 - ）
- 過去
  - 日本ハム -J SPORTS（地上波中継とは別の在道局制作、2005年の対巨人戦のみ）
  - 楽天 - sky・A sports+（現：スカイA　2005-2011）、日テレプラス（2013・14）
  - 西武 - J SPORTS（2005-2011）、テレ朝ch2（2012-2015）
  - ロッテ・オリックス - FOXスポーツ&エンターテインメント、FOXムービープレミアム、FOXチャンネルの何れか（FOXスポーツジャパン 2013・14 まれにFOXチャンネルでソフトバンク主催試合を、フジテレビONEでロッテ主催試合を放送したこともある）
  - ロッテ - J SPORTS（2011年まで）、TBSニュースバード（2015-2017）
  - ソフトバンク - J SPORTS（2015-2011）、日テレプラス（2012）、FOXスポーツ&エンターテインメント、FOXムービープレミアムのいずれか（FOXスポーツジャパン　2013 - 2019）

テレビ東京系で日本シリーズの全国放送がある場合、CS放送および有料BS放送での放送はない。ただし、2010年の中日対ロッテの第1戦がテレビ愛知・テレビ大阪のみ放送されたときにJ SPORTSがテレビ愛知協力（映像のみ）で放送したことはある。

## 関連番組
2005年の4月から9月には、『週刊!全力闘球キング』（しゅうかん!ぜんりょくとうきゅうキング）『全力闘球!フルスイングな男達』（ぜんりょくとうきゅう!フルスイングなおとこたち）というミニ番組が、毎週月曜日の20:54と22:54にそれぞれ6分枠で放送していた。前者は、NPB12球団から先発・中継ぎ・抑え（以上、各投手）・野手の四部門からベスト5（ないしはベスト3）で選ぶ番組。後者は、インタビューを交えながらチームの日常を取り上げていく番組だった。MCは、美慧が担当した。